# Euphorbia whyteana
Euphorbia whyteana är en törelväxtart som beskrevs av Baker f.. Euphorbia whyteana ingår i släktet törlar, och familjen törelväxter. Inga underarter finns listade i Catalogue of Life.